# Beurteilungskriterien in der Fahreignungsbegutachtung
Die Beurteilungskriterien – Urteilsbildung in der Fahreignungsbegutachtung, herausgegeben in dritter Auflage (September 2013) von Wolfgang Schubert (DGVP), Volker Dittmann (DGVM) und Jürgen Brenner-Hartmann (Federführer der Ständigen Arbeitsgruppe Beurteilungskriterien StAB), stellen den Kriterienkatalog für die Begutachtung der Fahreignung im Rahmen einer Medizinisch-Psychologischen Untersuchung dar.

## Änderungen in der neuen Auflage
Neben methodischen Präzisierungen und Erkenntnisfortschritten im Alkohol- und Drogenbereich waren Anpassungen bei den Abstinenzzeiträumen und Kontrollprogrammen erforderlich.
Die Systematik der Alkohol- und Drogenfragestellungen wurde auch für den Bereich der Verkehrsauffälligkeiten und Straftaten umgesetzt und eine Vielzahl aktueller wissenschaftlicher Erkenntnisse in die neu beschriebenen Erklärungsmodelle regelwidrigen Verhaltens integriert.
Weiterhin wurde die Kapitelstruktur neu gestaltet und die verkehrspsychologische Fahrverhaltensbeobachtung, medizinische Fahreignungsuntersuchung und das psychologische Untersuchungsgespräch neu aufgenommen.

## Kapitelstruktur
- Einleitung
- - Historischer Abriss
- - Evaluation der Beurteilungskriterien
- - Auflagen: Entwicklungen und Änderungen
- 1 Rahmenbedingungen der Fahreignungsdiagnostik
- 2 Der diagnostische Prozess in der Fahreignungsdiagnostik
- 3 Übersicht über die Hypothesen und Beurteilungskriterien
- 4 Indikatoren zu den Kriterien der Hypothese 0
- 5 Indikatoren zu den Kriterien der A-Hypothesen
- 6 Indikatoren zu den Kriterien der D-Hypothesen
- 7 Indikatoren zu den Kriterien der V-Hypothesen
- 8 Auswahl von Untersuchungsmitteln und Interpretation der Befunde
- 8.1 Chemisch-toxikologische Untersuchungen
- 8.2 Der Einsatz von psychologischen Testverfahren in der Begutachtung der Fahreignung
- 8.3 Die medizinische Fahreignungsuntersuchung
- 8.4 Das psychologische Untersuchungsgespräch

## Diskussion
Eine Diskussion der anstehenden Änderungen erfolgte im Rahmen eines Symposiums der Deutschen Gesellschaft für Verkehrspsychologie e. V. und der Deutschen Gesellschaft für Verkehrsmedizin e. V. Dabei wurde über die Überarbeitung medizinischer Aspekte in den Alkohol- und Drogenkriterien, insbesondere die Neuregelung zur Substitutionsbehandlung, die Neufassung der Kriterien für verkehrs- und strafrechtlich Auffällige und der CTU-Kriterien – Toxikologie sowie die Psychologische Fahrverhaltensbeobachtung berichtet. Eine Übersicht über die geplanten Änderungen wurde bei diesem Symposium vorgestellt.